# Rue du Colonel-Monteil
La rue du Colonel-Monteil est une voie du 14e arrondissement de Paris, en France.

## Situation et accès
La rue du Colonel-Monteil est une voie publique située dans le 14e arrondissement de Paris. Elle débute au 36, boulevard Brune et se termine au 3, rue Maurice-Bouchor.

## Origine du nom
Elle porte le nom du colonel Parfait-Louis Monteil (1855-1925), explorateur français, auteur du projet de chemin de fer de Dakar au Niger.

## Historique
La voie a été ouverte et a pris sa dénomination actuelle en 1929 sur l'emplacement du bastion no 76 de l'enceinte de Thiers. 